# Lijst van beschermd erfgoed in Chaumont-Gistoux
Onderstaande tabel geeft een overzicht van de beschermde erfgoederen in de gemeente Chaumont-Gistoux. Het beschermd erfgoed maakt deel uit van het cultureel erfgoed in België.
| Object | Bouwjaar/architect | Deelgemeente    | Adres                                        | Coördinaten                   | Nummer?                | Afbeelding                                         |
| --- | ------------------ | --------------- | -------------------------------------------- | ----------------------------- | ---------------------- | -------------------------------------------------- |
| Kerk Saint-Bavon: koor en toren |                    | Somville        |                                              | 50° 40' 43" NB, 4° 43' 19" OL | 25018-CLT-0001-01 Info | Kerk Saint-Bavon: koor en toren                    |
| Park "Les Bruyères" |                    | Chaumont        |                                              | 50° 41' 23" NB, 4° 42' 3" OL  | 25018-CLT-0002-01 Info |                                                    |
| De vijver Étang d'Inchebroux en omgeving |                    | Chaumont        |                                              | 50° 41' 18" NB, 4° 41' 32" OL | 25018-CLT-0003-01 Info |                                                    |
| Tumuli van Bonlez, twee tumuli en omliggend terrein |                    | Bonlez          |                                              | 50° 41' 50" NB, 4° 42' 26" OL | 25018-CLT-0004-01 Info |                                                    |
| Orgels van de kerk Saint-Etienne |                    | Corroy-le-Grand |                                              | 50° 39' 41" NB, 4° 40' 28" OL | 25018-CLT-0005-01 Info |                                                    |
| Ensemble van de kerk van Saint-Martin en het kerkhof, de pastorie met bijgebouwen en het bosrijke park, de gebouwen van de oude boerderij en het plein waarop voormelde gebouwen zijn uitgelijnd                       |                    | Dion-le-Val     |                                              | 50° 42' 56" NB, 4° 39' 40" OL | 25018-CLT-0006-01 Info |                                                    |
| Ensemble van de kapel van Chêneau en zijn omgeving |                    | Longueville     |                                              | 50° 42' 20" NB, 4° 44' 6" OL  | 25018-CLT-0007-01 Info | Ensemble van de kapel van Chêneau en zijn omgeving |
| Kapel van Chêneau |                    | Longueville     |                                              | 50° 42' 20" NB, 4° 44' 5" OL  | 25018-CLT-0008-01 Info |                                                    |
| Orgels van de kerk Notre-Dame de l'Assomption |                    | Longueville     |                                              | 50° 42' 8" NB, 4° 44' 22" OL  | 25018-CLT-0009-01 Info |                                                    |
| Sequoia, in het park van het kasteel van Bacquelaine |                    | Longueville     |                                              | 50° 42' 17" NB, 4° 44' 16" OL | 25018-CLT-0010-01 Info |                                                    |
| Dreef |                    |                 | ruelle des Bois                              | 50° 42' 17" NB, 4° 44' 21" OL | 25018-CLT-0011-01 Info |                                                    |
| Boerderij: duiventil, gevels en daken van de schuur en het hoofdgebouw met uitzondering van de oude schuur |                    | Longueville     | rue de Chaumont, n°34 (M) et les abords (S). | 50° 41' 56" NB, 4° 44' 14" OL | 25018-CLT-0012-01 Info |                                                    |
| Holle weg gevormd door de rue de Chaumont en de naburige helling, omdat de weg Arnelle tot voorbij de boerderij in nr. 34 Straat Chaumont, vanaf de chemin d'Arnelle tot voorbij de boerderij op n° 34 rue de Chaumont |                    | Longueville     |                                              | 50° 41' 31" NB, 4° 44' 5" OL  | 25018-CLT-0013-01 Info |                                                    |
| Orgel van de kerk Notre-Dame de l'Assomption |                    | Longueville     |                                              | 50° 42' 8" NB, 4° 44' 22" OL  | 25018-PEX-0001-01 Info |                                                    |